# Shibuya Scramble Square
Shibuya Scramble Square (яп. 渋谷スクランブルスクエア Сибуя Сукуранбуру Сукуэа) — строящийся многофункциональный комплекс здания железнодорожной станции Сибуя, проекта реконструкции района станции Сибуя, расположенный по адресу 2-23 Сибуя, район Сибуя, Токио, Япония. Он расположен на станции Сибуя. Комплекс состоит из трёх зданий: восточное здание, непосредственно небоскрёб Shibuya Scramble Square высотой 229.71 м, центральное здание высотой 61 м и западное здание высотой 71 м. Строительство комплекса началось в 2014 году и должно закончится в 2027 году, площадь внутри составит 276,000 м². Строительство восточного здания комплекса, небоскрёба Shibuya Scramble Square было завершено в октябре и открыто 1 ноября 2019 года, площадь внутри здания составляет 181,000 м². Небоскрёб Shibuya Scramble Square превзошёл по высоте небоскрёб Cerulean Tower и стал самым высоки небоскрёбом в районе Сибуя. Подземный этаж Shibuya Scramble Square напрямую связан со станцией Сибуя. На крыше небоскрёба расположена смотровая площадка «SHIBUYA SKY». В комплексе будут расположены железнодорожная станция, магазины, офисы, смотровая площадка, автостоянка.

## Описание
Проект многофункциональный комплекс был утвержден в качестве части проекта реконструкции района станции Сибуя, а первый этап строительства начался в июне 2014 года с реализации проекта многофункционального комплекса над станцией Сибуя. Многофункциональный комплекс состоит из трёх зданий: восточного, центрального и западного. Восточное здание, непосредственно небоскрёб Shibuya Scramble Square высотой 229.71 м со 47 этажами над землей (7 под землей) и площадью внутри здания около 181,000 м². Строительство восточного здания комплекса, небоскрёба Shibuya Scramble Square было завершено в октябре и открыто 1 ноября 2019 года. Центральное здание высотой 61 м со 10 этажами над землей (2 под землей) и западное здание 71 м со 13 этажами над землей (5 под землей), являющиеся вторым этапом строительства многофункционального комплекса, будут построены на месте универмага Tokyu Department Store Toyoko ten японской сети универмагов Tokyu Department Store, который планируется закрыть и снести 31 марта 2020 года. Строительство всего многофункционального комплекса должно завершиться в 2027 году, площадь внутри составит 276,000 м².  
В Небоскрёбе Shibuya Scramble Square коммерческие объекты расположены на нижних и средних этажах, офисы расположены на верхних этажах, а на крыше небоскрёба расположена смотровая площадка «SHIBUYA SKY». Магазины и рестораны в небоскрёбе основаны на концепции «ASOVIVA» и нацелены на молодёжь, так как Shibuya Scramble Square находиться в районе Сибуя известном как один из главных центров моды Токио и непосредственно в центральном деловом округе района Сибуя, расположенном рядом со станцией Сибуя, где имидж «Молодежного города» очень сильный и в связи с этим не решаются нацелиться на привлечение разнообразных клиентов независимо от возраста, пола или национальности. Кроме того магазины в Shibuya Scramble Square, характеризуются богатым ассортиментом люксовых брендом, который необычен для магазинов в японских здания железнодорожных станций. На 14-м этаже расположен Plus Cross SHIBUYA, спутниковая студия NHK Broadcasting Center радиовещательного центра NHK и альтернатива NHK Studio Park. В Shibuya Scramble Square переехала штаб-квартира компании Mixi (компания) владельца социальной сети Mixi.

## Этажи
План этажей выглядит следующим образом.
- Восточное здание(47 этажей над землей, 7 этажей под землей, высота 229.71 м)
  - 2-13 - Коммерческие объекты
  - 14F - Коммерческие объекты, Смотровая площадка
  - 15F - Промышленная биржа
  - 17-44F - Офисы
  - 45F - Офисы, Смотровая площадка
  - 46F - Смотровая площадка «SHIBUYA SKY»
- Центральное здание  (10 этажей над землей, 2 этажа под землей, высота 61 м)
- Западное здание (13 этажей над землей, 5 этажа под землей, высота 76 м)

## Галерея

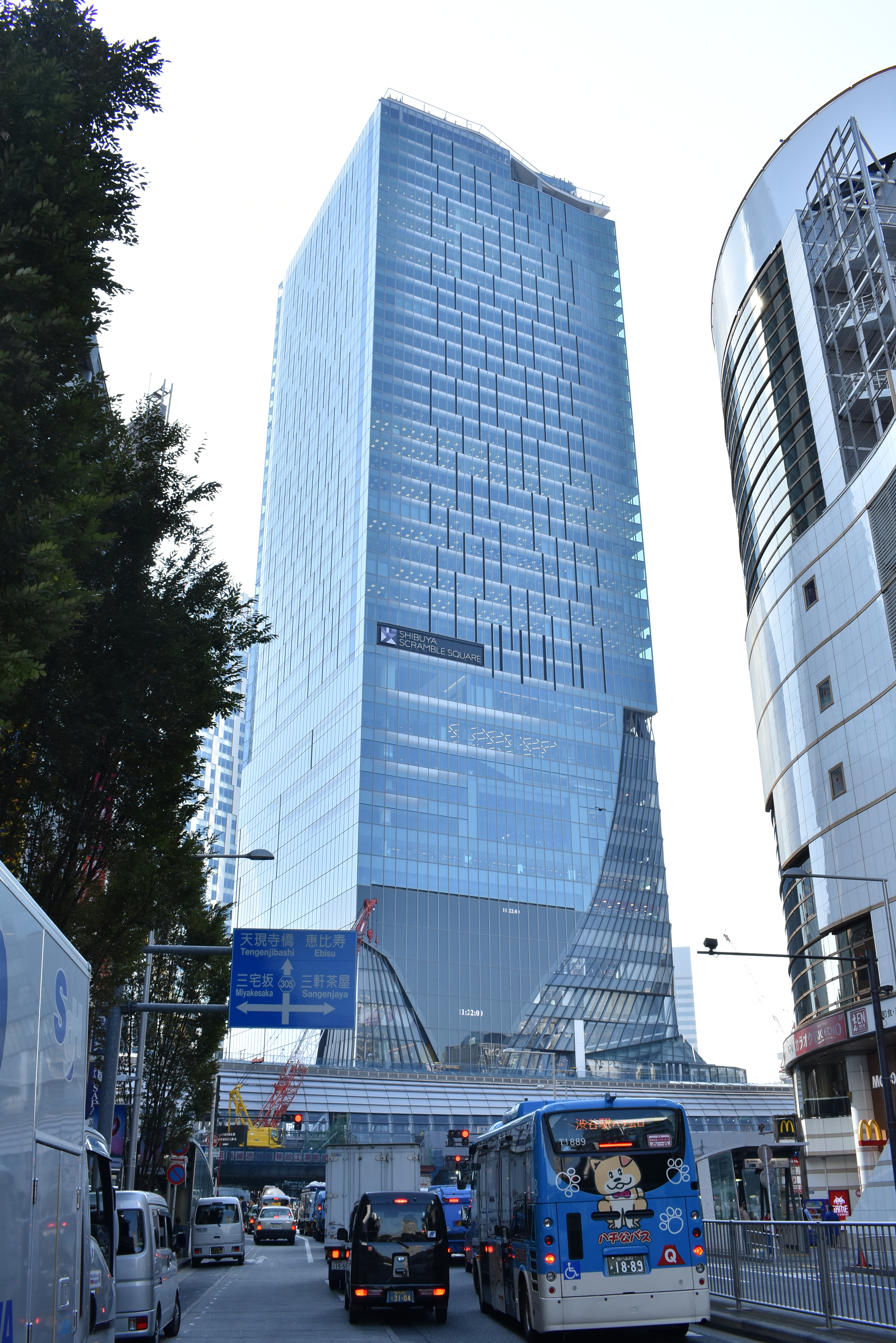
Вид с северной стороны улицы Мэйдзи[яп.] (1 ноября 2019 г.)
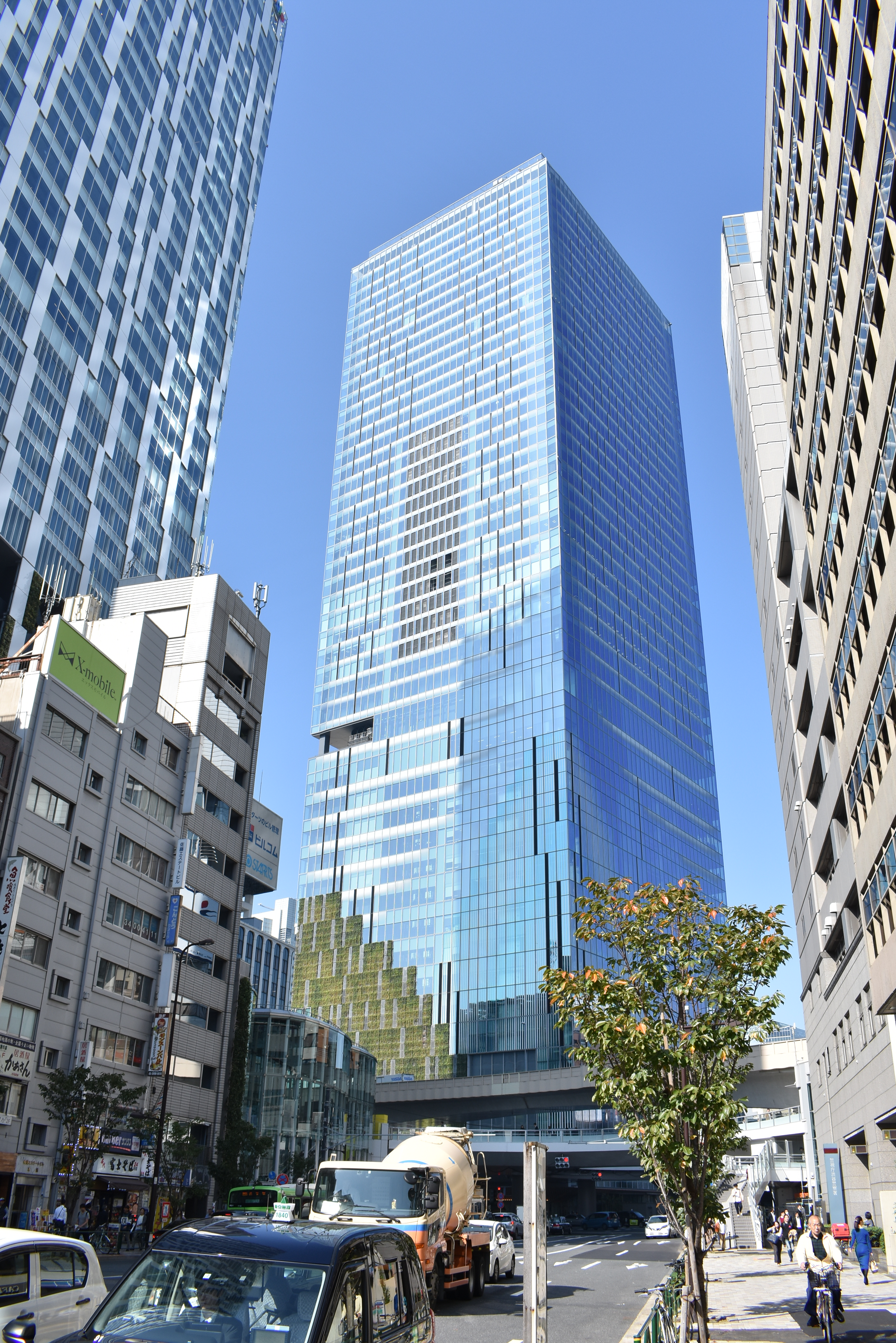
Вид с южной стороны улицы Мэйдзи (1 ноября 2019 г.)
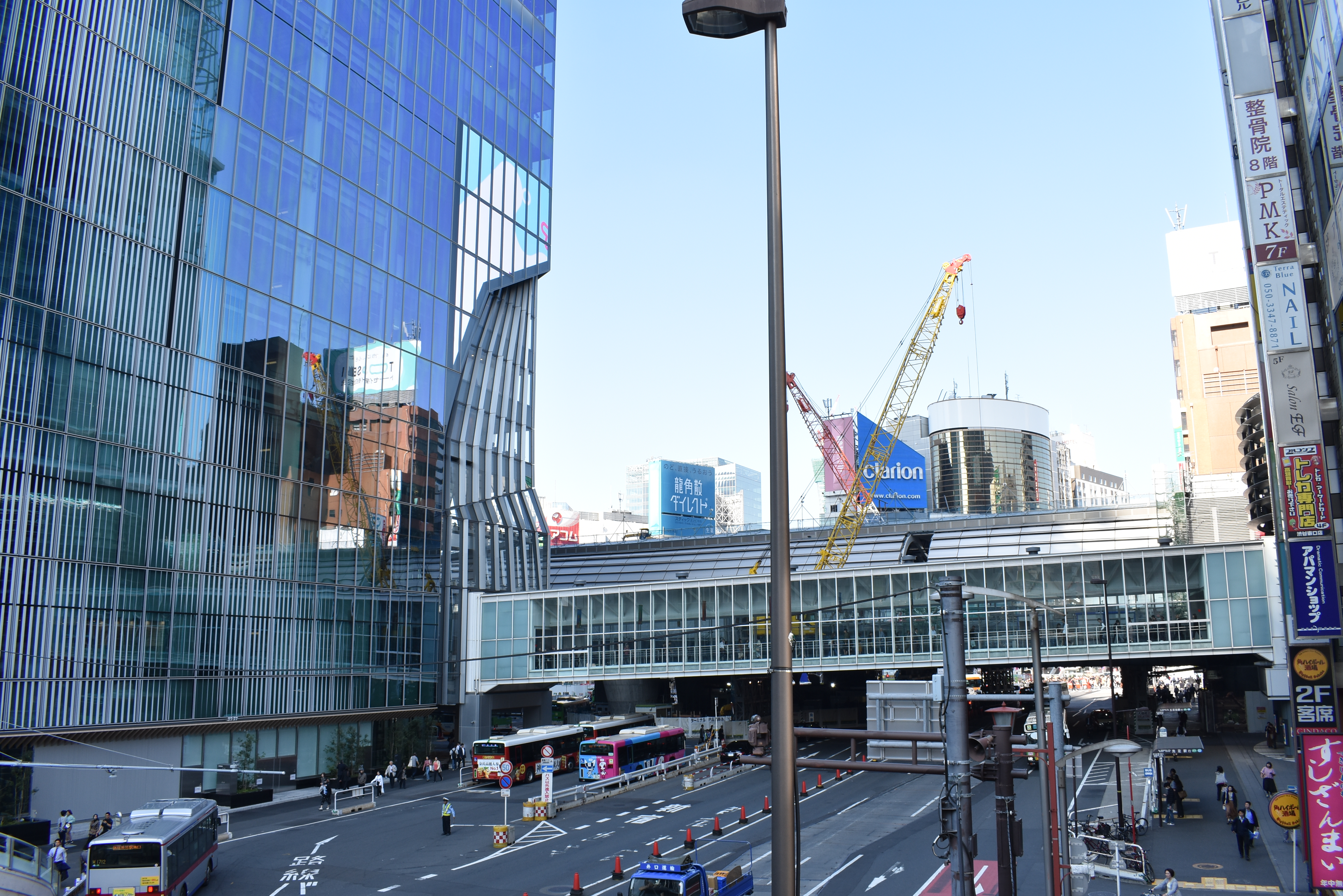
Вид сбоку с южной стороны  улицы Мэйдзи (1 ноября 2019 г.)
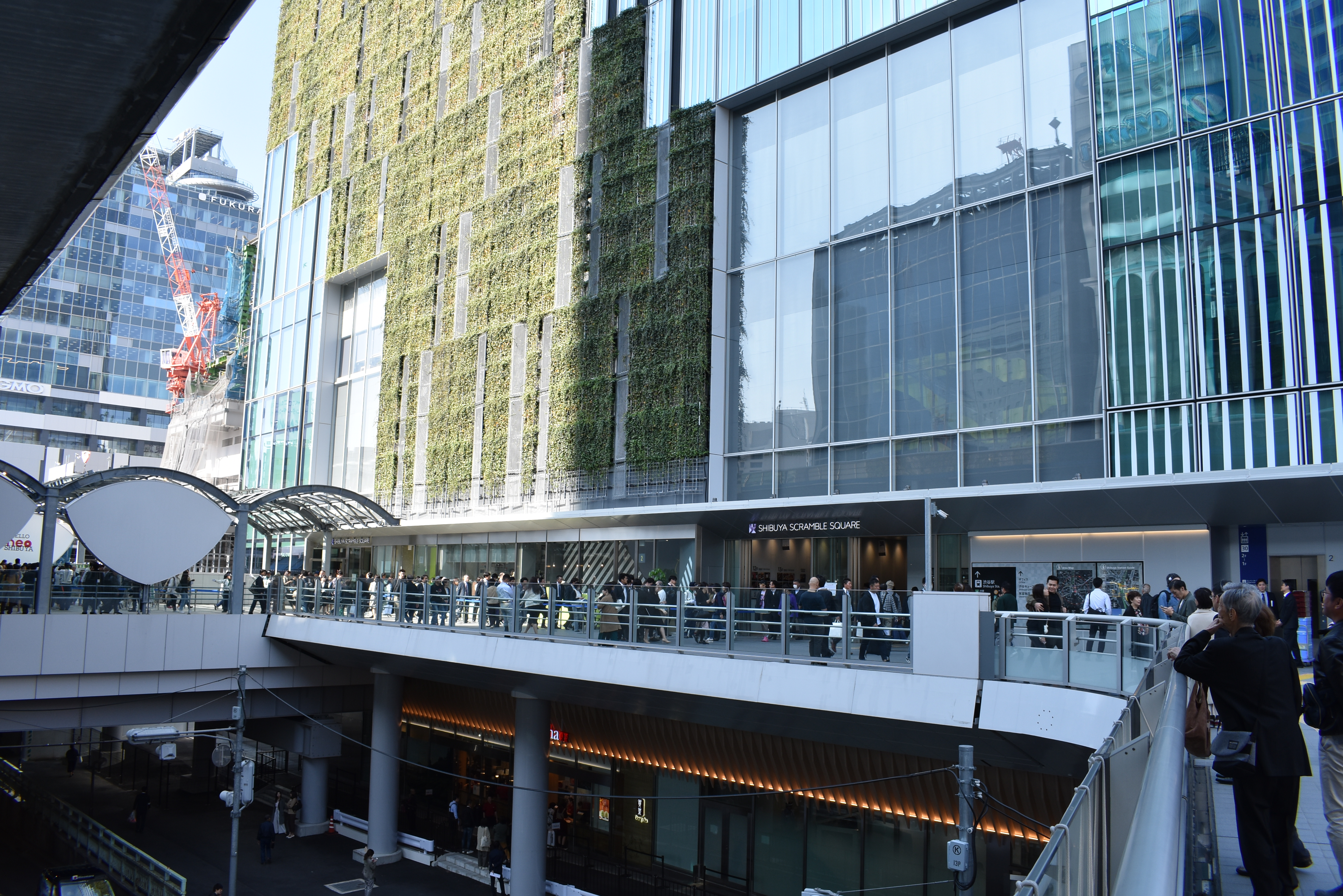
Южный вход на 2-м этаже (снято 1 ноября 2019 г.)
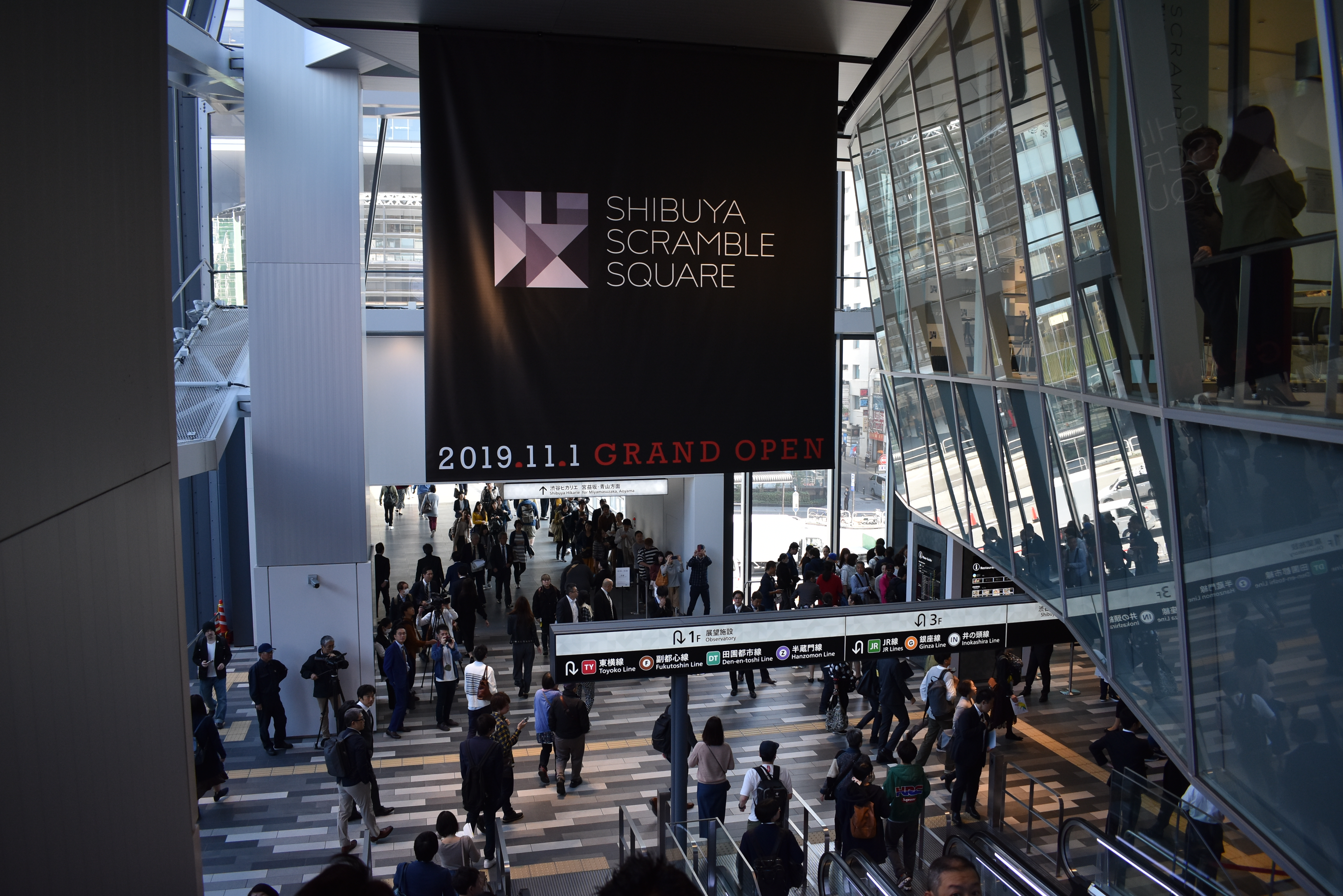
Зал на третьем этаже (1 ноября 2019 г.)
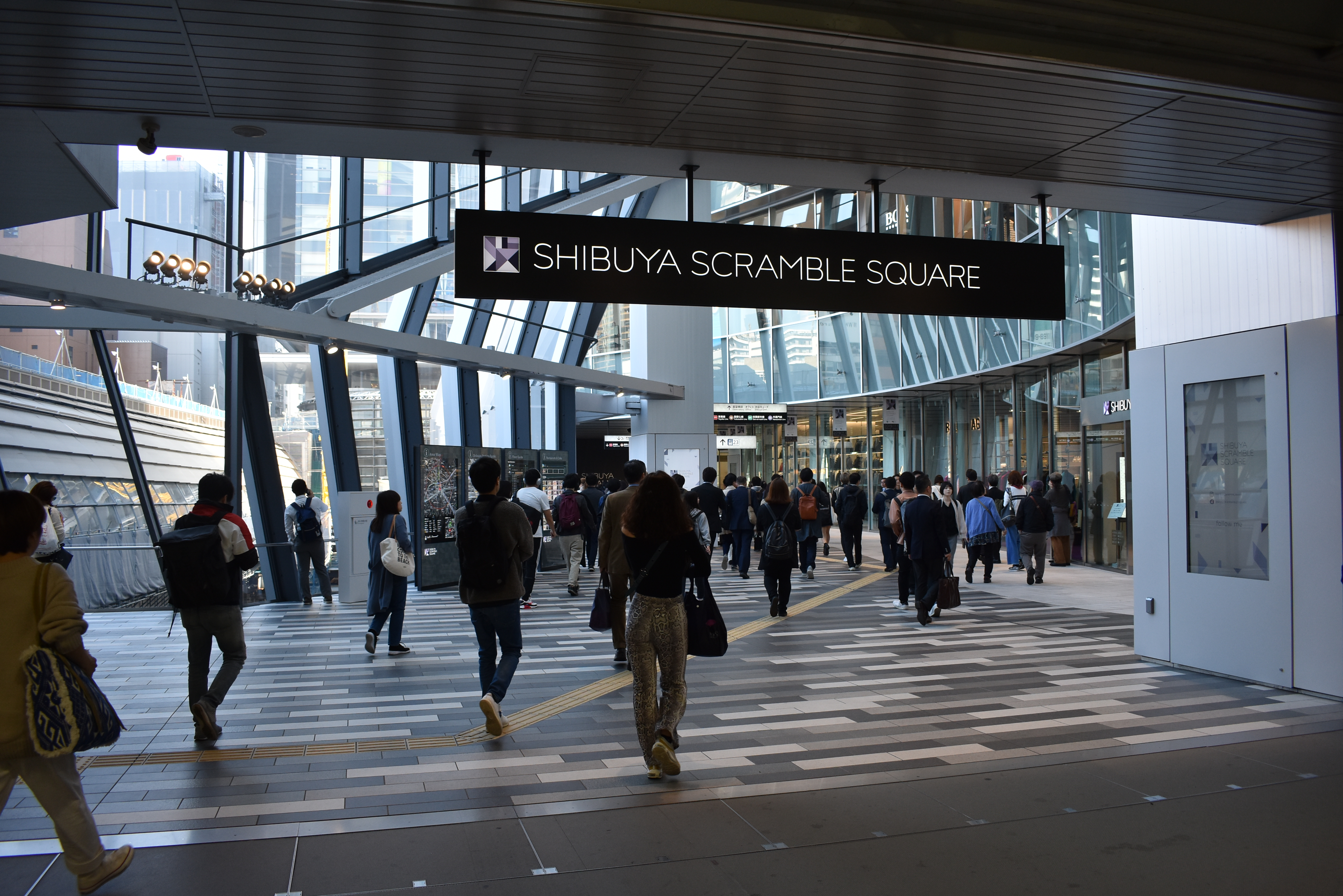
Зал на втором этаже (1 ноября 2019 г.)
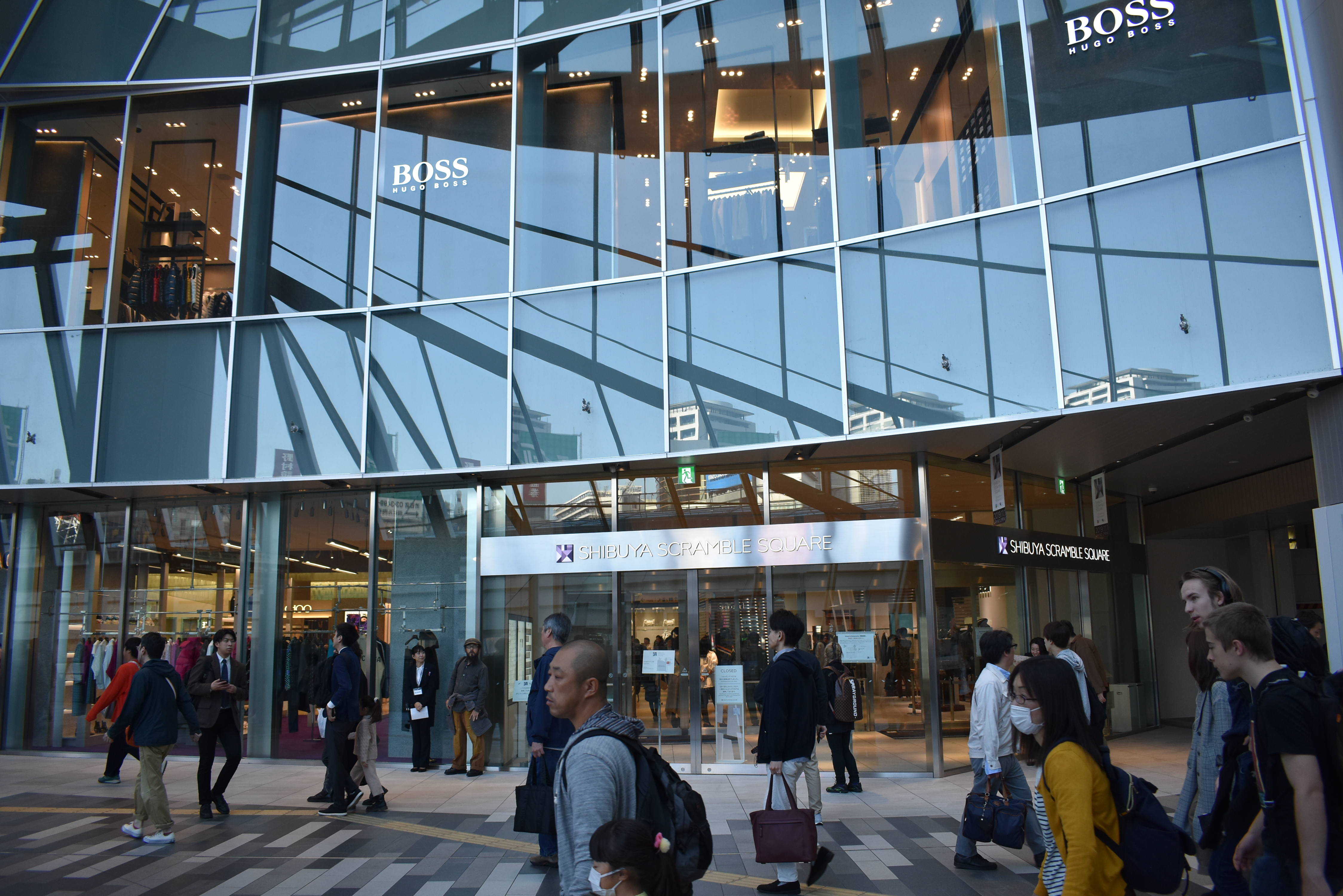
Боковой вход на 2-й этаж (1 ноября 2019 г.)
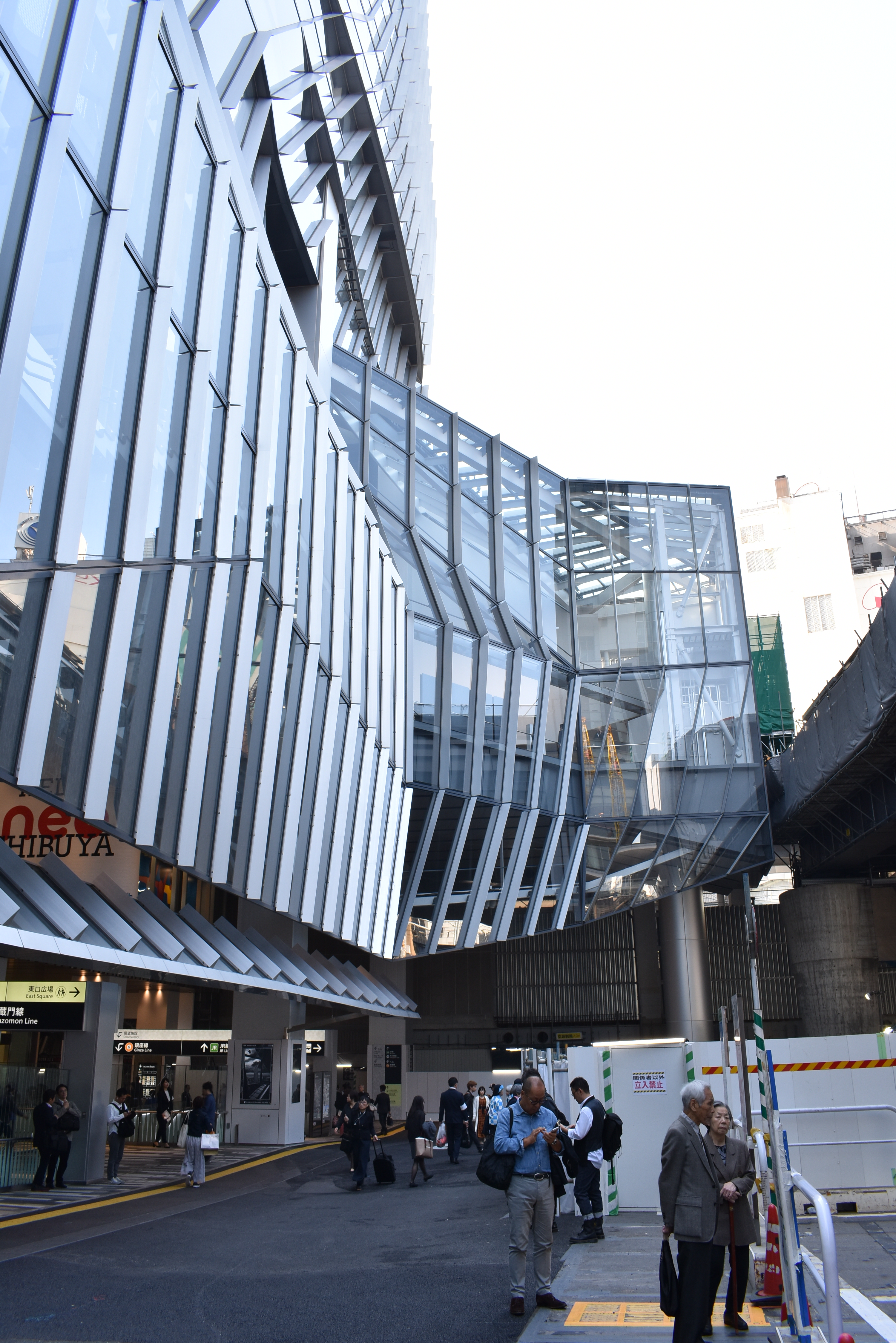
Вокруг входа на первый этаж (1 ноября 2019 г.)
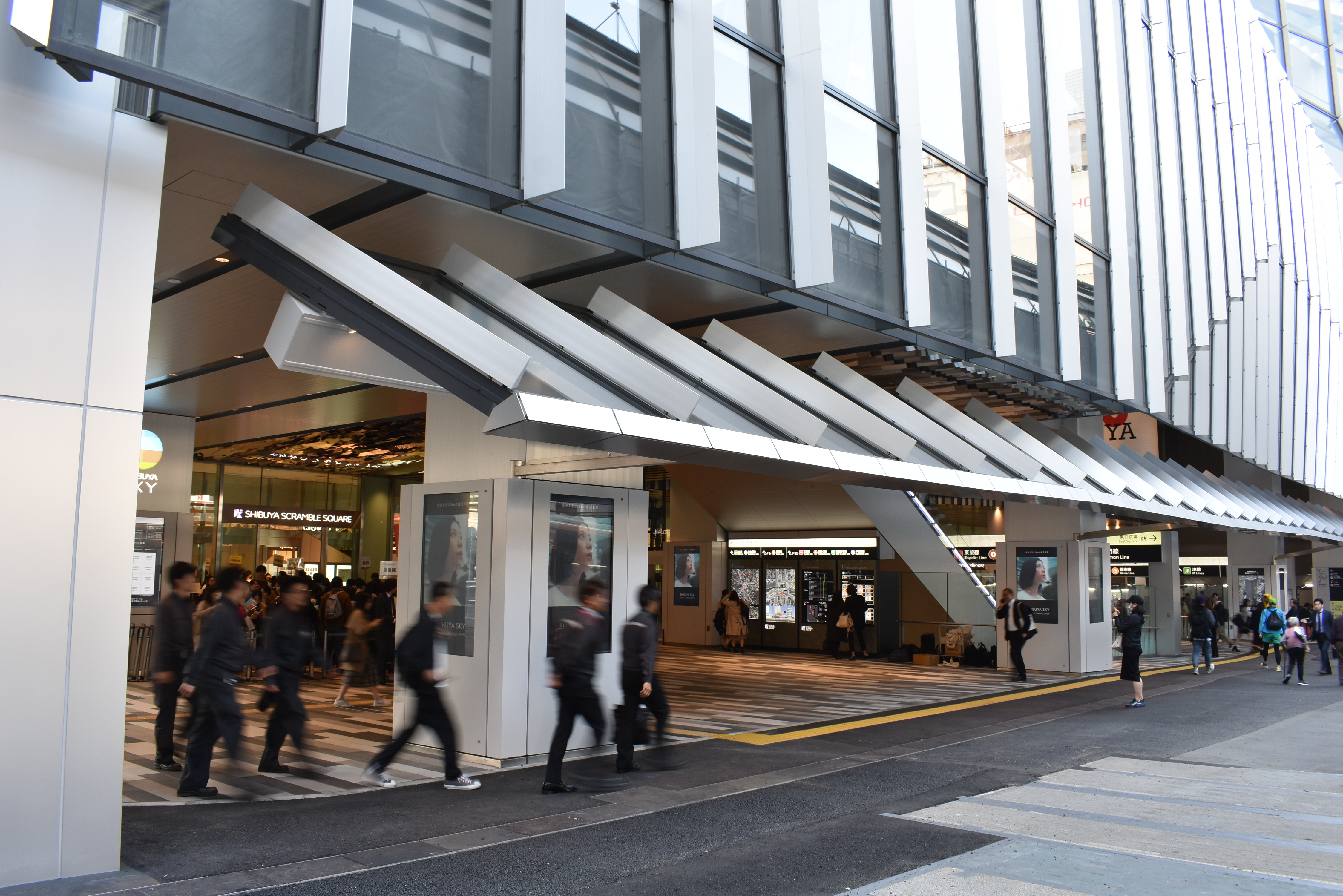
1-й этаж, северный вход (1 ноября 2019 г.)
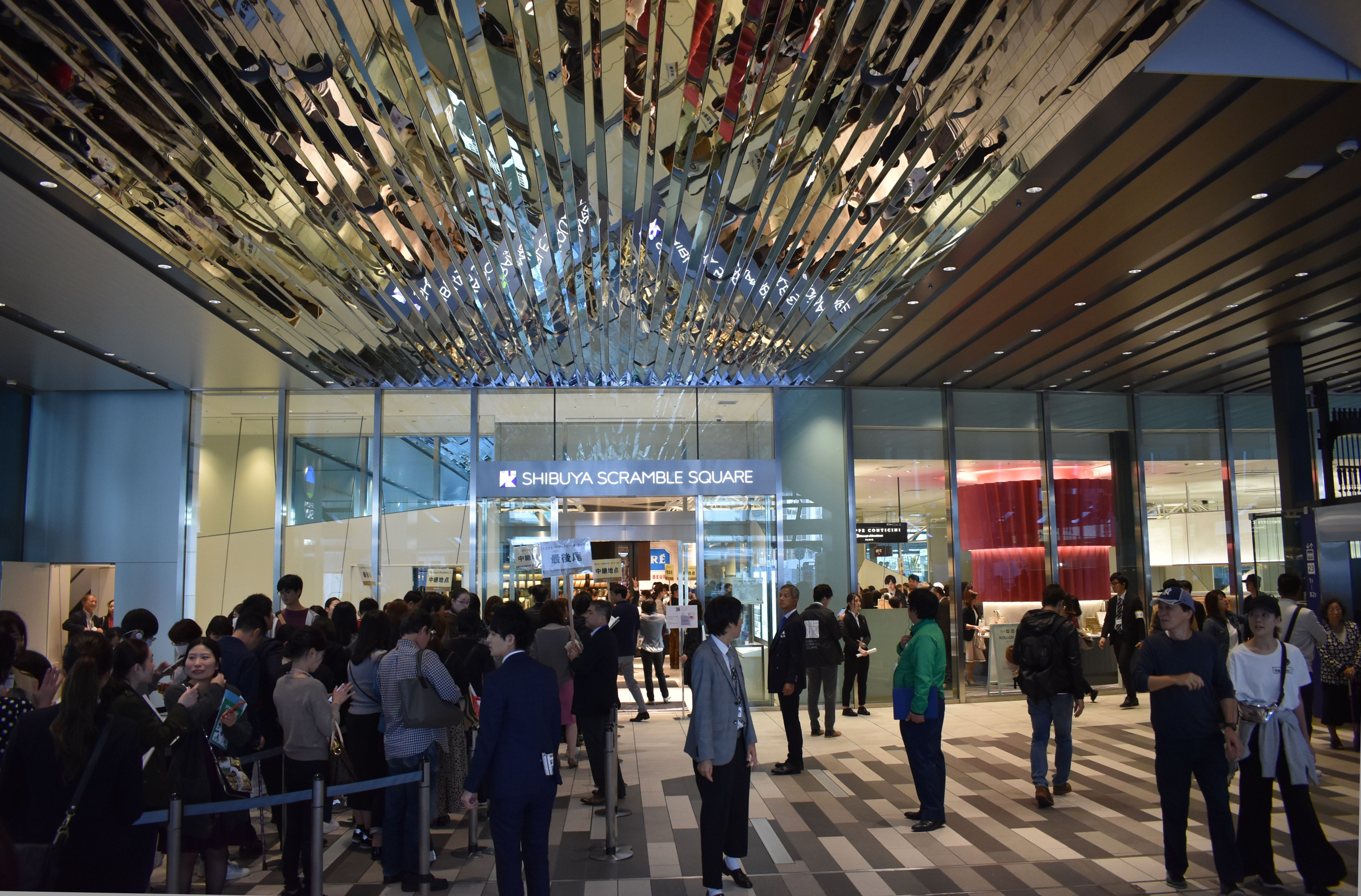
Вход на первый этаж (1 ноября 2019 г.)
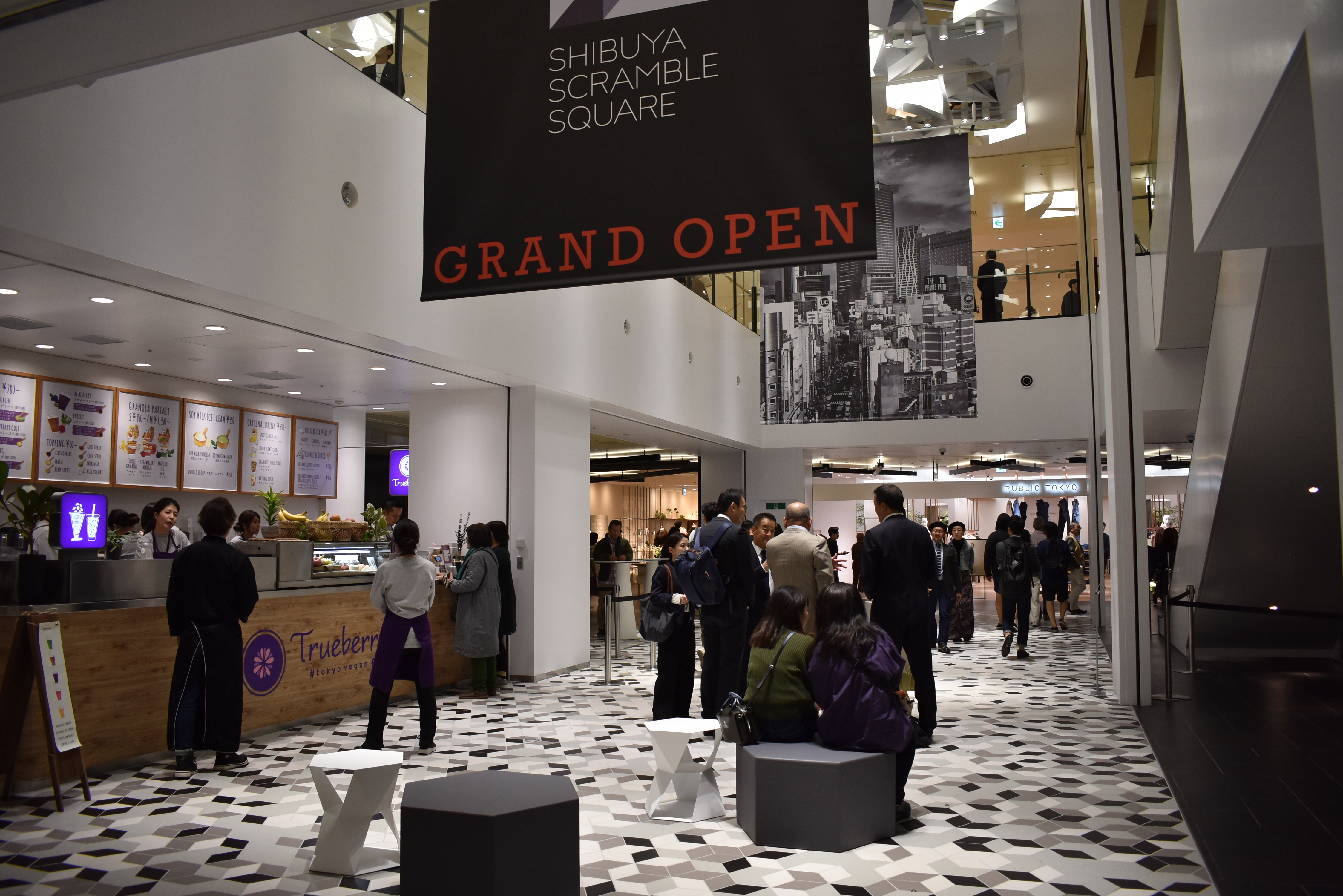
7-й этаж «SCRAMBLE THE FACE» (1 ноября 2019 года)
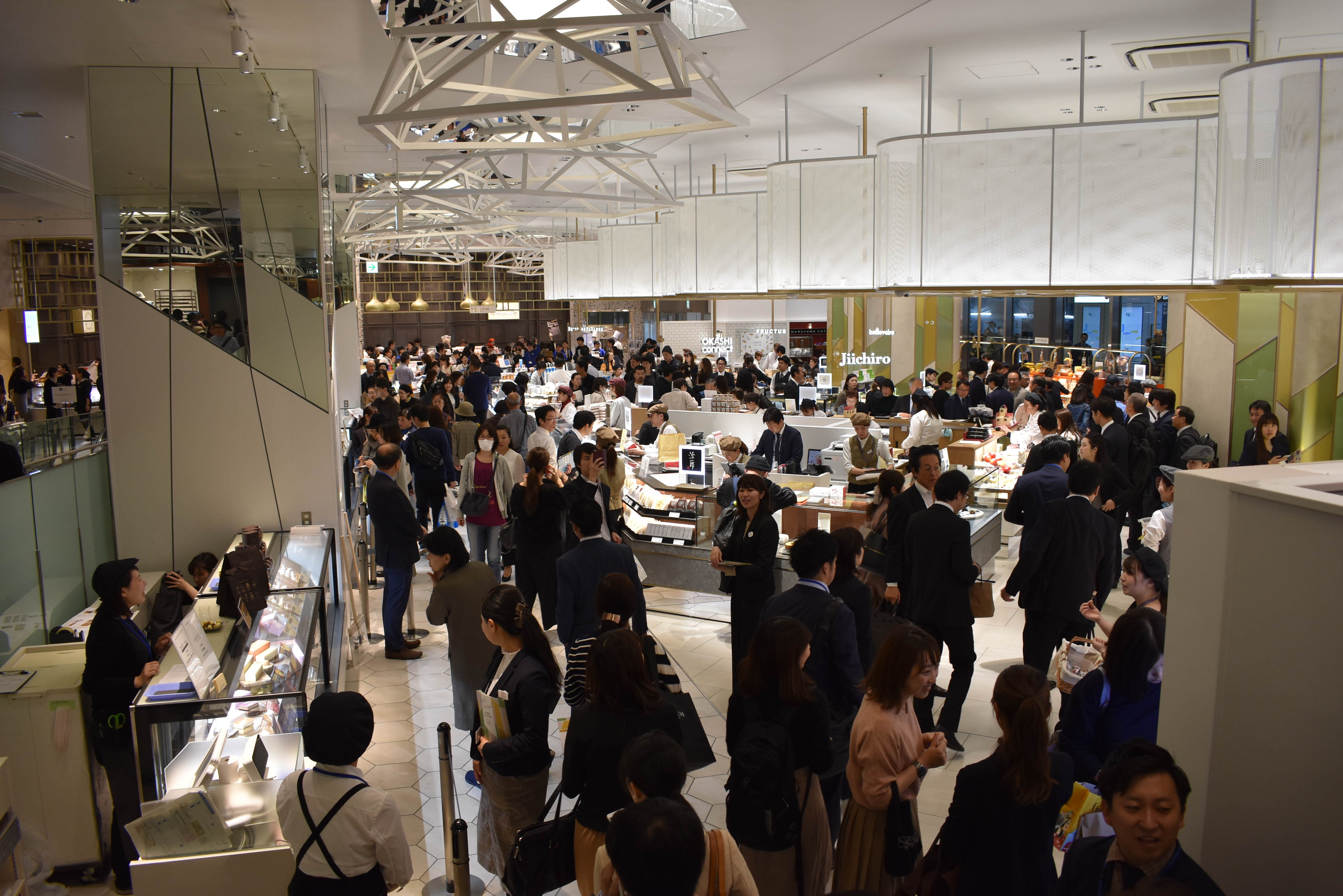
1-й этаж «Foods» (1 ноября 2019 года)
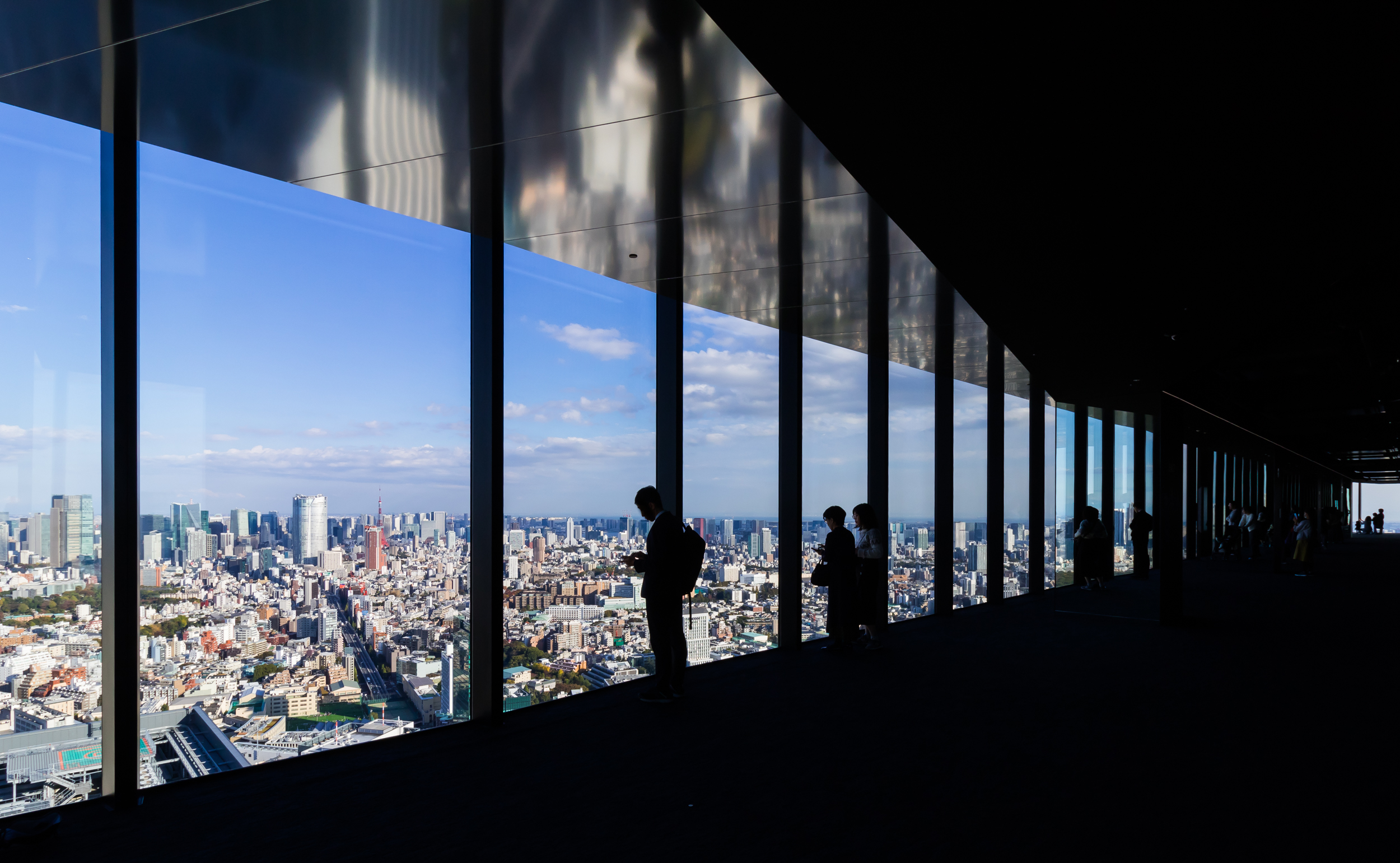
Вид на Роппонги со смотровой площадки 46-го этажа «SHIBUYA SKY - SKY GALLERY»
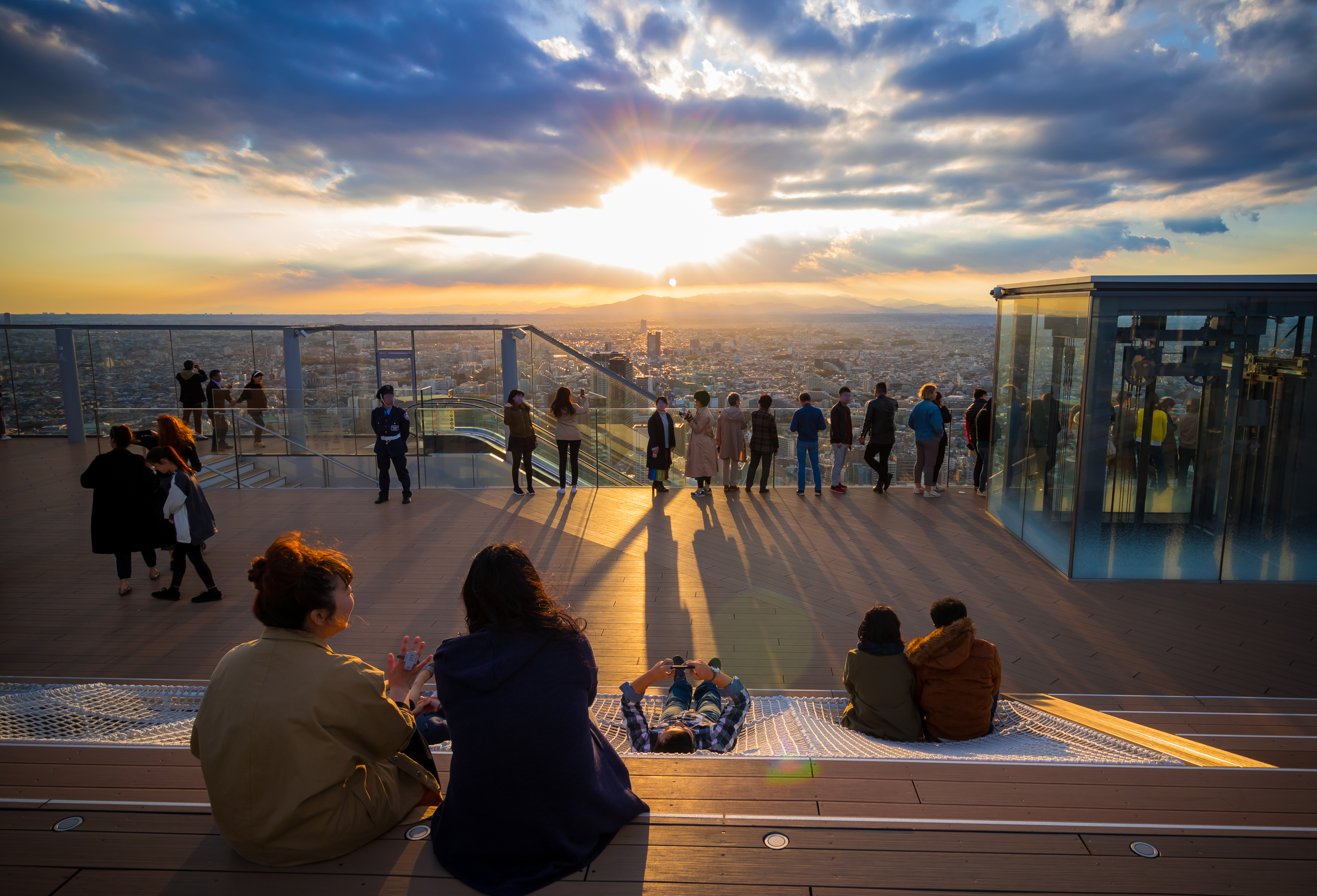
Смотровая площадка «SHIBUYA SKY - SKY STAGE»